# العلاقات البوتانية الكوبية
العلاقات البوتانية الكوبية هي العلاقات الثنائية التي تجمع بين بوتان وكوبا.

## مقارنة بين البلدين
هذه مقارنة عامة ومرجعية للدولتين:
| وجه المقارنة                                              | بوتان          | كوبا                              |
| --------------------------------------------------------- | -------------- | --------------------------------- |
| المساحة (كم2)                                             | 38.39 ألف      | 109.88 ألف                        |
| عدد السكان (نسمة)                                         | 807.61 ألف     | 11.48 مليون                       |
| الكثافة السكانية (ن./كم²)                                 | 21.04          | 104.48                            |
| العاصمة                                                   | تيمفو          | هافانا                            |
| اللغة الرسمية                                             | لغة دزونكا     | اللغة الإسبانية                   |
| العملة                                                    | نغولترم بوتاني | بيزو كوبي، بيزو كوبي قابل للتحويل |
| الناتج المحلي الإجمالي (بليون دولار)                      | 2.51 مليار     | 87.13 مليار                       |
| الناتج المحلي الإجمالي (تعادل القوة الشرائية) بليون دولار | 6.49 مليار     |                                   |
| الناتج المحلي الإجمالي الاسمي للفرد دولار أمريكي          | 2.66 ألف       |                                   |
| الناتج المحلي الإجمالي للفرد دولار أمريكي                 | 7.82 ألف       |                                   |
| مؤشر التنمية البشرية                                      | 0.605          | 0.769                             |
| رمز المكالمات الدولي                                      | +975           | +53                               |
| رمز الإنترنت                                              | .bt            | .cu                               |
| المنطقة الزمنية                                           | ت ع م+06:00    | 00                                |

## منظمات دولية مشتركة
يشترك البلدان في عضوية مجموعة من المنظمات الدولية، منها:
| علم المنظمة | اسم المنظمة                   | تاريخ انضمام بوتان | تاريخ انضمام كوبا |
| ----------- | ----------------------------- | ------------------ | ----------------- |
|             | يونسكو                        | 13 أبريل 1982      | 29 أغسطس 1947     |
|             | الاتحاد البريدي العالمي       | ?                  | ?                 |
|             | منظمة الشرطة الجنائية الدولية | ?                  | ?                 |
|             | الأمم المتحدة                 | 21 سبتمبر 1971     | 24 أكتوبر 1945    |
|             | الاتحاد الدولي للاتصالات      | 15 سبتمبر 1988     | 16 يناير 1918     |
|             | منظمة حظر الأسلحة الكيميائية  | ?                  | ?                 |

## وصلات خارجية
- موقع وزارة الخارجية البوتانية
- موقع وزارة الخارجية الكوبية